# Köenigsegg CCXR
El Koenigsegg CCXR es un automóvil superdeportivo producido por el fabricante sueco Koenigsegg desde 2007. Es un biplaza, con motor central trasero y tracción trasera.

## Características
- El CCXR posee un V8 de 4.7 litros y 2 turbocompresores, el cual ofrece 1018 CV (749 kilovatios) a 7200 rpm y un par de 1060 Nm a 6100 rpm. Sin embargo, le permite al vehículo ir aproximadamente a 417 km/h (259 millas por hora) de velocidad máxima[1]

y acelerar de 0 a 100 km/h (62 millas por hora) en 2.9 segundos, debido al uso de materiales muy livianos como el kevlar y la fibra de carbono para su construcción.
- El CCXR se caracteriza por el uso de biocombustible E85 (85% de etanol y 15% de gasolina), con un consumo promedio de 22 L (5,8 galones americanos) por cada 100 km (62 millas), lo que lo convierte en uno de los superdeportivos más ecológicos del planeta.[3]
- Las ruedas traseras son fabricadas exclusivamente para este modelo, y son Michelin Pilot Sport de 335/30 y rines de 20 plg (50,8 centímetros)
- El vehículo está homologado para circular en carretera.
- Se fabrican 3 unidades mensuales.
- Su costo aproximado es de 1,5 millones de euros, superando en este aspecto a modelos como el Bugatti Veyron y el Ferrari FXX.